# Vandaktivitet
Vandaktivitet er et udtryk for mobiliteten af vand i en fødevare og er et vigtigt kriterium for kvalitetssikring i fødevareindustrien.

## Beregning
Vandaktivitet er det partielle damptryk af vand i et stof divideret med det partielle damptryk af vand:
{\displaystyle a_{w}=P/P_{0}}
Hvor aw er vandaktiviteten i fødevaren, P er det partielle damptryk af vand i fødevaren ved temperaturen T og P0 er det partielle damptryk for rent vand ved temperaturen T.

## Konservering
Fødevarer med lav aw har typisk længere holdbarhed end fødevarere med høj aw da de fleste bakterier kræver en vandaktivitet på mindst 0,90, gærsvampe mindst 0,85 og skimmelsvampe 0,80 for at kunne leve i fødevaren. Derfor anvendes en regulering af aw ofte til konservering af fødevarer. Denne regulering foretages ved enten at tørre fødevaren (ris, pasta, cerealier, krydderier, parmaskinke) eller ved at tilsætte opløselige stoffer der sænker vands damptryk (hæver kogepunktet), hyppigst salt og sukker (gelé, marmelade, frugtsaft, bacon, soyasovs). Ved højere temperaturer vil vandaktiviteten ofte være højere, da opløseligheden af solutter stiger med temperaturen.

## Oversigt over vandaktivitet i almene fødevarer
I tabellen herunder fremgår vandaktiviteten af en række fødevarer ved stuetemperatur. Desuden medfølger en oversigt over mikroorganismer som hæmmes i fødevarerne, vær opmærksom på at de angivne mikroorganismer hæmmes ved den laveste angivne aw, f.eks hæmmes Pseudomonas ved 0,95 selvom den er angivet i spændet 1,00-0,95 og kan således leve i den angivne kategori, men ikke de underliggende ( aw < 0.95).
| aw          | Fødevare | Mikroorganismer generelt inhibiteret ved laveste aw i skalaen                                                 |
| ----------- | --- | --- |
| 1,00 - 0,95 | Kød, friske frugter og grønsager, fisk, mælk | Pseudomonas, Escherischia Proteus, Shigella, Klebsiella, Bacillus, Clostridium perfringens, nogle svampe.     |
| 0,95 - 0,91 | Nogle oste (Cheddar, schweizer, provolone), saltet kød (bacon, skinke, nogle pølser), nogle frugtjuicekoncentrater (Indeholdende op til 12 %w salt eller 55 %w sukker). | Salmonella, Vibrio parahaemolyticus, C. Botulinum, Serratia, Lactobacillus, nogle svampe: Rhodotorula, Pichia |
| 0,91 - 0,87 | Fermenterede pølser (spegepølse, salami), skærekager, tørre oste, margarine.                                                                                            | Mange svampe: Candida, Torulopsis, Hansenula, Micrococcus                                                     |
| 0,87 - 0,80 | De fleste frugtjuicekoncentrater (Indeholdende op til 15 %w salt eller 65 %w sukker), sødet kondenseret mælk, ahorn- og andre frugtsirup, hvedemel, ris, fondant.       | mycotoxigenic penicillia, Staphylococcus aureus, de fleste Saccharomyces , Debaryomyces                       |
| 0,80 - 0,75 | Marmelade, frugtgelé, marcipan, skumfiduser, tørret frugt. | De fleste halofile bakterier, mycotoxigenic aspergilli                                                        |
| 0,75 - 0,65 | Havregryn (vandindhold på op til 10 %w), nougat, fudge, nogle skumfiduser, melasse, råsukker, nogle tørrede frugter, nødder.                                            | Aspergillus chevalieri, A. candidus, Wallemia sebi, Saccharomyces bisporus                                    |
| 0,65 - 0,60 | Enkelte tørrede frugter (vandindhold på 15-20 %w), karamel, honning. | Osmofile svampe Saccharomyces rouxii, Aspergillus echinulatus, Monascus bisporus                              |
| 0,60 - 0,50 | Tørret pasta (vandindhold på 12 %w), krydderier (vandindhold på 10 %w)                                                                                                  | Ingen mikrobiologisk liv                                                                                      |
| 0,50 - 0,30 | Æggepulver (vandindhold på 5 %w), bagværk som småkager, kiks, tvebakker mm. (vandindhold på 3-5 %w).                                                                    | Ingen mikrobiologisk liv                                                                                      |
| 0,30 - 0,20 | Mælkepulver (vandindhold på 2 - 3 %w), frysetørrede grønsager (vandindhold på 5 %w), corn flakes, nogle kiks.                                                           | Ingen mikrobiologisk liv                                                                                      |